# Apapane de Laysan
L'apapane de Laysan (Himatione fraithii) és un ocell extint de la família dels fringíl·lids (Fringillidae).

## Hàbitat i distribució
Habitava el tussock de l'illa de Laysan, a les Hawaii.